# Икаса, Рикардо
Рикардо Икаса Паульсон (исп. Ricardo Ycaza Paulson; род. 16 февраля 1958, Гуаякиль) — эквадорский теннисист и теннисный тренер. Победитель трёх турниров Гран-при в парном разряде, победитель Открытого чемпионата США 1976 года среди юношей, игрок и капитан сборной Эквадора в Кубке Дэвиса.

## Биография
Рикардо Икаса родился в Гуаякиле в 1958 году, став младшим из четырёх детей в семье. Первые шаги в теннисе он делал под руководством родителей — Карлоса и Аниты, бывших хорошими игроками. Начав тренироваться в Гуаякильском теннисном клубе у Мигеля Оливеры, мальчик быстро стал выигрывать национальные первенства Эквадора не только в своих, но и в более старших возрастных категориях. В 14 лет он был первой ракеткой Южной Америки в данной возрастной группе.
В феврале 1973 года, в возрасте 15 лет, Рикардо дебютировал в составе сборной Эквадора в Кубке Дэвиса, проиграв обе одиночных и парную встречу соперникам из Аргентины. Уже в октябре, однако, он одержал в Кубке Дэвиса свои первые победы, выиграв все три встречи в матче против сборной Уругвая.
В 1974 году Икаса, получивший прозвище Rabito — «Кролик», — стал чемпионом Южной Америки в возрастной категории до 16 лет. Год спустя он дошёл до юношеского финала Уимблдонского турнира, где уступил новозеландцу Крису Льюису, а затем выиграл чемпионат Южной Америки в группе до 18 лет. В 1976 году Икаса стал победителем Открытого чемпионата США среди юношей, в полуфинале победив Джона Макинроя, а в финале аргентинца Хосе-Луиса Клерка. Он стал первым эквадорцем, выигравшим турнир Большого шлема в какой-либо категории. По итогам сезона Икаса был назван журналом Estadio спортсменом года в Эквадоре. На следующий год он завоевал чемпионское звание на юношеском (до 21 года) турнире World Championship Tennis (в финале победив Макинроя), а выступая за команду Хьюстонского университета, был включён в символическую любительскую сборную Северной Америки.
С 1977 года Икаса выступал в ранге профессионала, на первом же своём взрослом Открытом чемпионате США нанеся в первом круге поражение игроку первой десятки мирового рейтинга Раулю Рамиресу. В свой первый финал на турнире Гран-при он вышел весной 1978 года в Талсе (Оклахома) в паре с бразильцем Карлусом Кирмайром. За 1980 год эквадорец пять раз играл в финалах парных турниров Гран-при, завоевав три титула с тремя разными партнёрами, и закончил сезон в числе 50 сильнейших парных игроков мира. В мае 1981 года он пробился в четвёртый круг Открытого чемпионата Франции в одиночном разряде после победы над посеянным под 9-м номером Витасом Герулайтисом, а в июне в Брюсселе — в свой единственный за карьеру финал турнира Гран-при в одиночном разряде. Это позволило Икасе к июлю достичь в одиночном рейтинге ATP 44-го места.
Икаса продолжал выступления в профессиональных теннисных турнирах до 1986 года, в общей сложности за годы выступлений принеся сборной Эквадора в Кубке Дэвиса 28 побед в 48 играх (17 побед в 29 встречах в одиночном и 11 побед в 19 играх в парном разряде). В 1983 году вместе с Андресом Гомесом они выиграли Американскую группу и вывели команду Эквадора в Мировую группу — высший дивизион Кубка Дэвиса, а в 1985 году дошли в Мировой группе до четвертьфинала. В 1986 году Икаса занимал в сборной Эквадора пост играющего капитана, а затем продолжал оставаться капитаном команды вплоть до 1993 года — 17 сезонов подряд.
По окончании игровой карьеры Рикардо Икаса работает тренером. Некоторое время он сотрудничал в этом качестве с теннисной академией Гарри Хопмана во Флориде, где некогда тренировался сам, а затем вместе с Андресом Гомесом открыл собственную академию в Гуаякиле. Позже Икаса возглавлял теннисные программы в Клубе тенниса и гольфа Кито, после чего вернулся во Флориду. С 2009 года он тренирует в теннисной академии Ника Боллетьери (ныне — Академия IMG).

## Положение в рейтинге в конце года
| Год              | 1977 | 1978 | 1979 | 1980 | 1981 | 1982 | 1983 | 1985 |
| ---------------- | ---- | ---- | ---- | ---- | ---- | ---- | ---- | ---- |
| Одиночный разряд | 117  | 108  | 162  | 73   | 71   | 225  | 403  | 303  |
| Парный разряд    |      |      |      | 49   |      | 63   | 92   | 228  |

## Финалы турниров Гран-при за карьеру

### Одиночный разряд (0-1)
| Результат | №  | Дата         | Турнир            | Покрытие | Соперник в финале | Счёт в финале |
| --------- | -- | ------------ | ----------------- | -------- | ----------------- | ------------- |
| Поражение | 1. | 14 июня 1981 | Брюссель, Бельгия | Грунт    | Марко Остоя       | 6-4, 4-6, 5-7 |

### Парный разряд (3-4)
| Результат | №  | Дата             | Турнир                            | Покрытие | Партнёр        | Соперники в финале              | Счёт в финале |
| --------- | -- | ---------------- | --------------------------------- | -------- | -------------- | ------------------------------- | ------------- |
| Поражение | 1. | 30 апреля 1978   | Талса, Оклахома, США              | Хард(i)  | Карлус Кирмайр | Ван Винитски Расселл Симпсон    | 6-4, 6-7, 2-6 |
| Победа    | 1. | 17 февраля 1980  | Сарасота, Флорида, США            | Грунт    | Андрес Гомес   | Дэвид Картер Рик Фейгел         | 6-3, 6-4      |
| Победа    | 2. | 14 сентября 1980 | Палермо, Италия                   | Грунт    | Джанни Оклеппо | Виктор Печчи Балаж Тароци       | 6-2, 6-2      |
| Поражение | 2. | 28 сентября 1980 | Бордо, Франция                    | Грунт    | Джанни Оклеппо | Карлус Кирмайр Альваро Фильоль  | 3-6, 2-6      |
| Поражение | 3. | 16 ноября 1980   | Богота, Колумбия                  | Грунт    | Андрес Гомес   | Жиль Мореттон Джон Фивер        | 4-6, 3-6      |
| Победа    | 3. | 30 ноября 1980   | Сантьяго, Чили                    | Грунт    | Белус Пражу    | Карлус Кирмайр Жуан Суарис      | 4-6, 7-6, 6-4 |
| Поражение | 4. | 8 ноября 1981    | Открытый чемпионат Эквадора, Кито | Грунт    | Дэвид Картер   | Ханс Гильдемайстер Андрес Гомес | 5-7, 3-6      |